# Karol Kisel
Karol Kisel (Košice, 15 marzo 1977) è un ex calciatore slovacco, di ruolo centrocampista.

## Caratteristiche tecniche
Centrocampista centrale, può giocare sia come trequartista sia come esterno destro.

## Carriera

### Club
Dopo aver giocato nelle giovanili della Football Club Lokomotíva Košice approda in prima squadra dove disputa due annate da titolare. Negli anni successivi non trova successi nelle squadre ceche militando in OD Trencin, Bohemians Praga e Slovan Liberec. Nel 2005 viene acquistato dallo Sparta Praga dove conquista i primi successi: vince infatti tre coppe nazionali e un campionato ceco. Nella stagione seguente il calciatore ceco va in Australia per giocare con il Sydney FC dove vince il campionato. Torna a Praga questa volta sponda Slavia dove giocherà la stagione 2010-2011.
Nella partita di coppa del 27 ottobre 2010 sigla due reti, di cui una su rigore, permettendo ai biancorossi di battere l'Ústí nad Labem per 3-2.
Il 3 dicembre 2013 si ritira dal calcio giocato.
Dal primo gennaio 2014 al 16 giugno 2015 è il direttore sportivo dello Slavia Praga.

## Palmarès
- Coppa della Repubblica Ceca: 3

Sparta Praga: 2005-2006, 2006-2007, 2007-2008
- Campionato ceco: 2

Sparta Praga: 2006-2007, 2007-2008
- Campionato australiano: 1

Sydney FC: 2009-2010